# Mjölkafållan
Mjölkafållan är en park i Huskvarna i Sverige. Den anlades 1950 av stadsträdgårdsmästare Erik Letell. Där finns bland annat en fontän, och Carl Eldhs skulptur Mor.

### Fotnoter
1. ↑  ”Norrängspromenaden 6 km”. Jönköpings kommun. http://www.jonkoping.se/download/18.3d2c173e138510a42ca8a/1341475678269/Norr%C3%A4ngspromenaden.pdf. Läst 14 november 2015.